# 景村墓群
景村墓群，位于中国甘肃省灵台县，为一个甘肃省文物保护单位，类型为古墓葬。1986年人們在修建瓦窑时在該墓地群發現了陶罐，陶鬲，後來又發現1座竖穴土坑墓，出土铜鬲，铜簋，蚌饰，海贝等26件。1993年3月被甘肃省人民政府公布为省级文物保护单位。
景村墓群的历史年代为西周。